# Gulfstream G100
Dimensions
Les Gulfstream G100, Gulfstream G150 et Gulfstream C-38 (la version militaire du G100 utilisé par l'US Air Force) sont des avions d'affaires fabriqués par Gulfstream Aerospace, variantes de l'Astra SPX construits initialement par Israel Aerospace Industries.

## Histoire
Le G100 a pour origine le 1125 Astra de Israel Aerospace Industries, devenu Astra SP puis Astra SPX. L'Astra SPX est renommé G100 lors du rachat, par Gulfstream Aerospace, de Galaxy Aerospace à Israel Aerospace Industries le 1er mai 2001.
Le G150 remplace le G100 en 2006. Il est, comme le G100 avant lui, toujours construit en Israël.
Le 120e et dernier exemplaire G150 est livré en 2017.

## Modèles
- IAI 1125 Astra : moteurs Garrett TFE731-3A (16,46 kN). 1985.
- IAI 1125 Astra SP : amélioration de l'aérodynamique, augmentation de la distance franchissable. 1989.
- IAI 1125 Astra SPX : moteurs Garrett TFE731-40R (18,90 kN), ajout d'ailettes de bout d'aile. 1994.
- G100 : nouveau nom de l'Astra SPX. 2001.
- G150 : évolution du G100, moteurs Honeywell TFE731-40AR (19,66 kN), premier vol le 3 mai 2005, entré en service en 2006.
- C-38 : version militaire du G100 utilisée par l'US Air Force.